# ペルー文学
ペルー文学（ペルーぶんがく、スペイン語:Literatura de Perú）では、ペルー共和国の文学について述べる。

## 歴史

### 植民地時代の文学

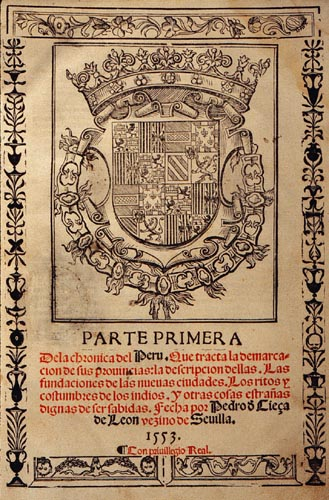
ペルー年代記。

1533年にタワンティンスーユ（インカ帝国）がスペイン人の征服者、フランシスコ・ピサロによって滅ぼされると、以後の今日のペルーに相当する地域の文学は、文字によるものにおいてはスペイン語によるものが主流となった。シエサ・デ・レオンの『ペルー年代記』（1553年）はスペイン人による征服の一部始終を記録している。
17世紀に入ると、インカ皇帝の子孫であったメスティーソ、インカ・ガルシラーソ・デ・ラ・ベーガによって、インカ社会を理想化して描いた『インカ皇統記』（1609年 - 1617年）が記され、18世紀になってもペルーのエリート層の着想に影響を与えた。
詩においてはゴンゴリズムが影響力を持ち、『南方のパルナーソ』（1608年）のディエゴ・デ・メヒア、『ゴンゴラのための弁明』（1662年）のフアン・デ・エスピノサ・メドラノ、『建設されたリマ』（1732年）のペドロ・デ・ペラルタ・イ・バルヌエボなどがその流れであり、風刺詩においてはフアン・デル・バリェ・イ・カビエデスが活躍し、叙事詩においてもディエゴ・デ・オヘダが古典主義的な構成の『ラ・クリスティアダ』（1611年）を著している。

### 独立後の文学

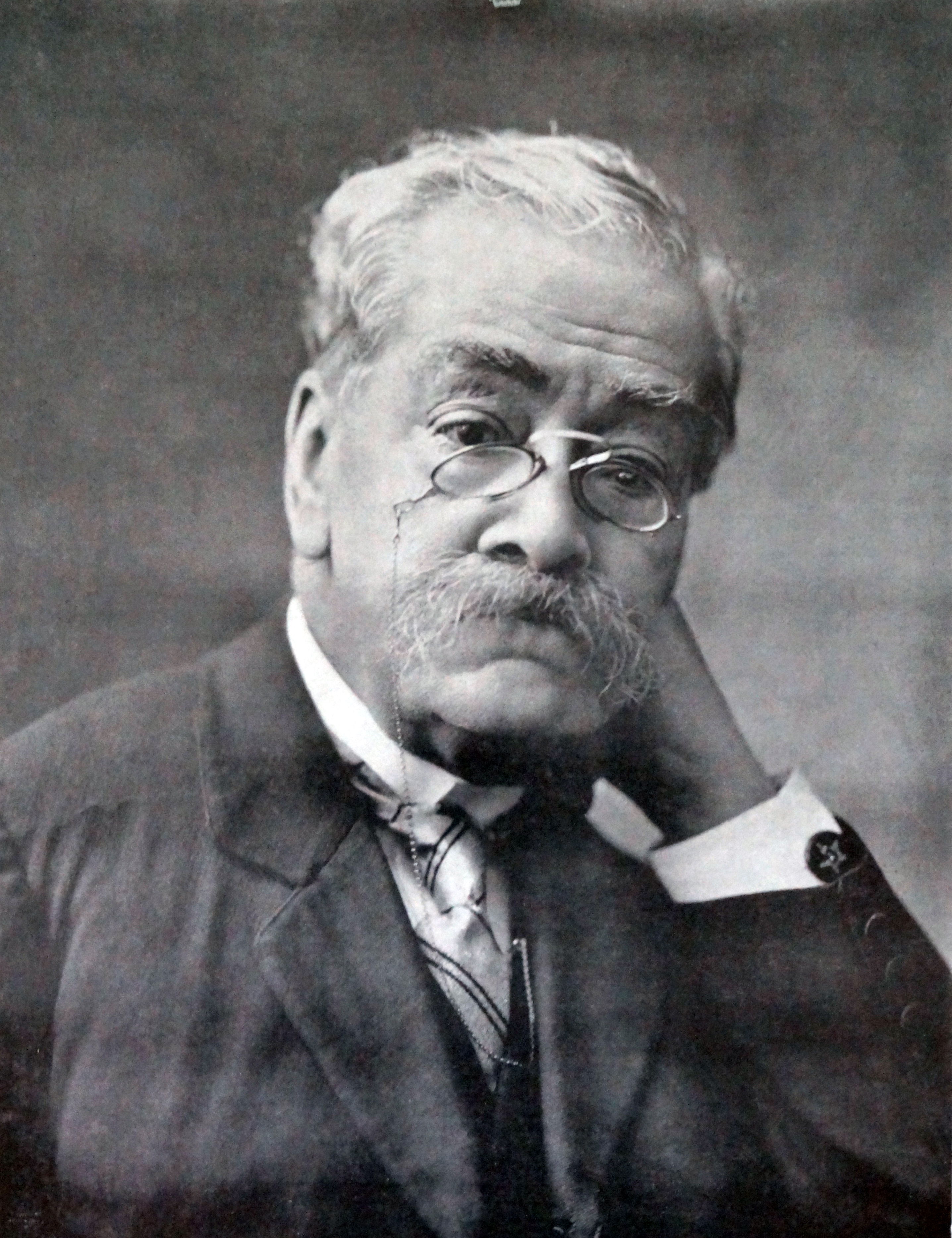
リカルド・パルマ

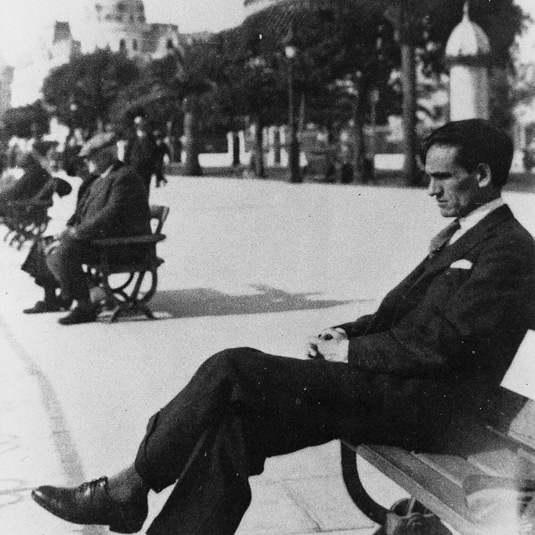
セサル・バジェホ

独立後、ロマン主義がホセ・ホアキン・モラによってペルーにも導入された。
フェリペ・パルド・イ・アリアガが独立後の諷刺文学に名を残した後、ペルーの小説の歴史は、ナルシソ・アルステギの『オラン神父』（1848年）によって始まりを迎えた。リカルド・パルマは地方の歴史や風俗に取材した『ペルー伝説集』（1872年 - 1893年）を著し、現在もペルーで最も敬愛されている作家となっている。女流作家のクロリンダ・マット・デ・トゥルネルは『ペルー伝説集』に倣い『クスコ伝説集』（1884年）を著した後、インディヘニスモ小説の先駆となった『巣のない鳥』（1889年）を著している。
ニカラグアのルベン・ダリオに起源を持つモデルニスモ文学においては、無政府主義に影響を受けたマヌエル・ゴンサレス・プラダが労働運動と連帯してペルー近代史上初のインディオの理論的擁護を行ったが、プラダは『小文字集』（1901年）などの詩集も残している。その他にもペルーのモデルニスモでは詩人ホセ・サントス・チョカーノや詩人ホセ・マリア・エグーレンが活躍した。
詩人セサル・バジェホは第一集の『黒い使者』（1918年）でモデルニスモからキャリアをスタートしながらも、第二集の『トリルセ』（1922年）では、モデルニスモと縁を切り、外国資本の鉱山と対決した後虐殺されるインディオを描いた『タングステン』（1930年）でインディヘニスモに歩み寄った後、1930年代には共産主義に傾倒した。1920年代にはラテンアメリカにおける独創的なマルクス主義解釈者となったホセ・カルロス・マリアテギが『ペルーの現実解釈のための七試論』（1928年）でインディヘニスモに大きな影響を与えたことも特筆に値する。
シロ・アレグリアは『黄金の蛇』（1935年）、『餓えた犬』（1938年）に続く、『世界は広く無縁なもの』（1941年）で白人地主やペルー社会一般と対決するインディオを描き、インディヘニスモ小説にその名を留めた。ホセ・マリア・アルゲダスも『ヤワル・フィエスタ』（1941年）では同様にインディヘニスモ的な世界を描いたが、続く『深い川』ではインディオの内面の魔術的な世界と自らをモデルにした白人少年の断絶を描き、最後の長編小説となった『すべての血』（1964年）ではアンデスの農村の社会学的な分析と、インディオ的な語法が作品に反映されている。
マリオ・バルガス・リョサは『都会と犬ども』（1963年）、『緑の家』（1966年）、『世界終末戦争』などの作品を著し、コロンビアのガブリエル・ガルシア＝マルケスとともにラテンアメリカ文学ブームを牽引した。